# Comores nos Jogos Olímpicos de Verão de 2000
O Comores participou dos Jogos Olímpicos de Verão de 2000 em Sydney, Austrália.